# C/1980 E1 (Бовелла)
C/1980 E1 — неперіодична комета, відкрита Едвардом Бовелом 11 лютого 1980 року. На мінімальній відстані від Сонця (перигелії) вона пройшла в березні 1982 року. Унаслідок близького проходження біля Юпітера вона залишає Сонячну систему за гіперболічною траєкторією.
За 42 роки з моменту відкриття цієї комети було ідентифіковано лише два об'єкти з вищими ексцентриситетами: 1I/Оумуамуа (1,2) та Міжзоряна комета Борисова (3,35).

## Огляд
До того, як комета увійшла у внутрішню частину Сонячної системи і пройшла перигелій в 1982 році, вона мала еліптичну орбіту (епоха 1 січня 1950 року) з афелієм приблизно 75 000 а. о. і періодом обертання приблизно 7,1 млн років.
Наближаючись до Сонця, 9 грудня 1980 року комета пройшла на відстані приблизно 0,228 а. о. від Юпітера, який прискорив її (епоха 9 січня 1981 року), збільшивши її ексцентриситет до 1,066.
У момент проходження перигелію 12 березня 1982 року комета мала швидкість 23,3 км/с відносно Сонця. Починаючи з епохи 4 березня 1977 року, комета C/1980 E1 мала ексцентриситет більше 1 — тобто перейшла на гіперболічну траєкторію, унаслідок чого вона назавжди залишить Сонячну систему. Величина її півосі стала від'ємною. Після виходу із Сонячної системи комета C/1980 E1 матиме міжзоряну швидкість ({\displaystyle v_{\infty }}) 3,77 км/с. Центр малих планет (ЦМП) прямо не вказує величину великої півосі цієї комети.
Швидкість відходу від Сонця на відстані орбіти Нептуна (30 а. о.) становить 7,7 км/с. До червня 1995 року комета проходила повз орбіту Нептуна зі швидкістю 8,6 км/с. З лютого 2008 року комета перебувала вже на відстані понад 50 а. о. від Сонця.
| Дата       | Відстань сонця (а. о).       | Швидкість відносно Сонця (км/с) | Область невизначеності (3-сигма) |
| ---------- | ---------------------------- | ------------------------------- | -------------------------------- |
| 12.06.1682 | 248,8 а. о. (37,22 × 109 км) | 2,68                            | ± 7 млн км                       |
| Перигелій  | 3,364 а. о. (503,2 × 106 км) | 23,3                            | ± 1589 км                        |
| 12.03.2282 | 337,2 а. о. (50,44 × 109 км) | 4,43                            | ± 5 млн км                       |

Перед проходженням перигелію, коли комета перебувала на відстані майже 5 а. о. від Сонця, спостерігалися викиди гідроксидів (OH). Ціанідів (CN) не було виявлено, поки комета не опинилася поблизу перигелію.
За оцінками, ядро комети мало радіус кількох кілометрів. Поверхнева кора, ймовірно, мала товщину кількох метрів.

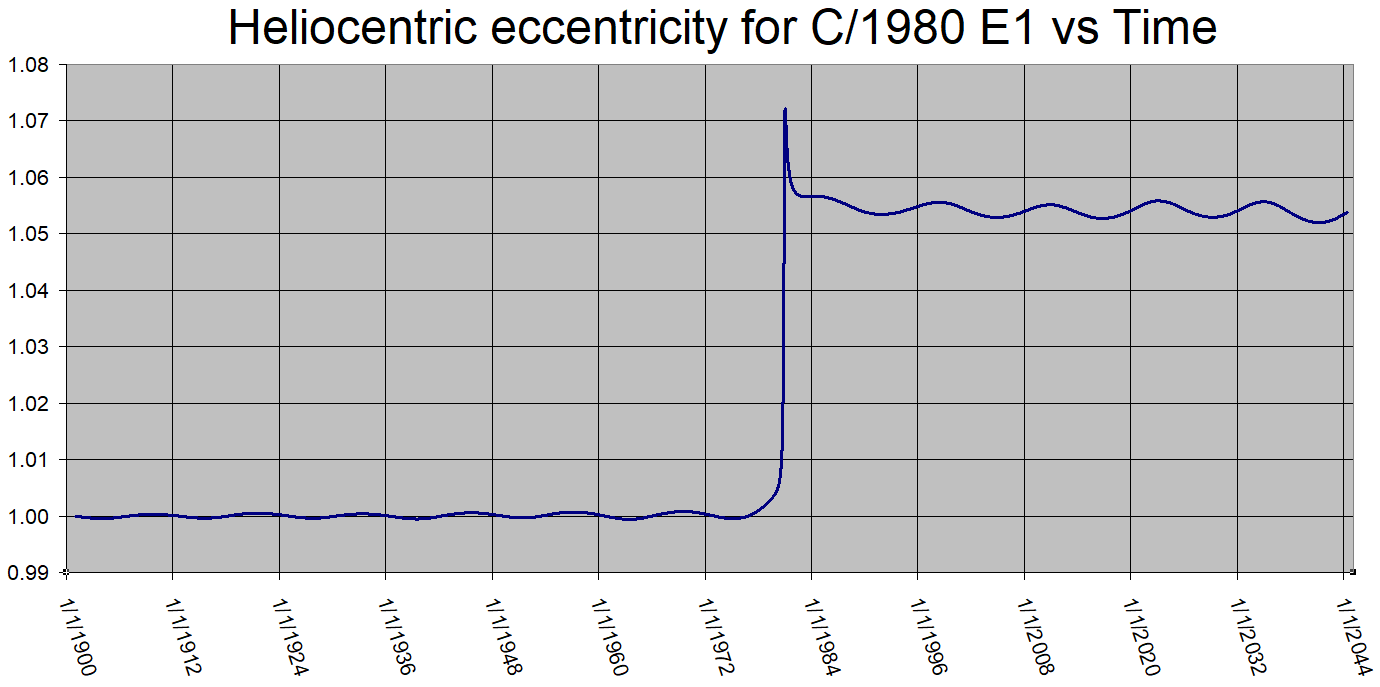
Змінення ексцентриситету з часом

Анімація орбіти комети C/1980 E1
C/1980 E1 (Bowell)·
Sun··
Earth·
Mars·
Jupiter·
Saturn